# 莫羅濟夫
48°58′6″N 27°4′16″E / 48.96833°N 27.07111°E
莫羅濟夫（烏克蘭語：Морозів），是烏克蘭西部的村莊，隸屬赫梅利尼茨基州的卡緬涅茨-波多利斯基區。該村面積2.63平方公里，海拔高度286米，2001年人口764，人口密度每平方公里290.2人。